# Плопшор
Плопшор (рум. Plopșor) — село у повіті Долж в Румунії. Входить до складу комуни Селкуца.
Село розташоване на відстані 214 км на захід від Бухареста, 33 км на захід від Крайови.

## Населення
За даними перепису населення 2002 року у селі проживали 727 осіб.
Національний склад населення села:
| Національність | Кількість осіб | Відсоток |
| -------------- | -------------- | -------- |
| румуни         | 380            | 52,3%    |
| цигани         | 347            | 47,7%    |

Рідною мовою назвали:
| Мова      | Кількість осіб | Відсоток |
| --------- | -------------- | -------- |
| румунська | 381            | 52,4%    |
| циганська | 346            | 47,6%    |